# Sanna och Regnbågslandet
Sanna och Regnbågslandet (engelska: True and the Rainbow Kingdom) är en amerikansk animerad serie från 2017.

## Rollfigurer
- Sanna (engelska: True)
- Nosesson (engelska: Bartleby)
- Regnbågskungen (engelska: Rainbow King)
- Zee
- Grizelda
- Fricke (engelska: Frookie)

## Röster

### Engelsk version
- Michela Luci: Sanna
- Jamie Watson: Nosesson
- Eric Peterson: Regnbågskungen
- Dante Zee: Zee
- Anna Bartlam: Grizelda
- Övriga röster: Cory Doran, Addison Holley, Julie Lemieux, Brandon McGib, Derek McGrath, Stephany Seki, Jonathan Tan

### Svensk version
- Alva Kedhammar (2017-2018), Edit Ljungqvist (sedan 2018): Sanna
- Henrik Ståhl: Regnbågskungen
- Joakim Tidermark: Nosesson
- Scott Isitt: Zee
- Övriga röster: Hanna Bhagavan, Josefina Hylén, Sebastian Karlsson

- Dialogregissör: Henrique Larsson
- Översättare/Författare: Mediaplant
- Ljudtekniker: Henrique Larsson
- Dubbproduktion: BTI Studios

## Avsnitt

### Säsong 1
| Nr (tot.) | Nr (säs.) | Titel                                                                     | Manus           |
| --------- | --------- | ------------------------------------------------------------------------- | --------------- |
| 1         | 1         | "Regnbågskungens Super-Duper-Dansparty" engelska: Super Duper Dance Party | John Slama      |
| 2         | 2         | "Att vakta Fricke" engelska: Frookie Sitting                              | Doug Sinclair   |
| 3         | 3         | "Svishklibb-Energin" engelska: Zappy Cling!                               | John Slama      |
| 4         | 4         | "Zip Zap Zooooom!"                                                        | Tom K. Mason    |
| 5         | 5         | "En kunglig stank" engelska: A Royal Stink                                | Doug Sinclair   |
| 6         | 6         | "Kristalltornet!" engelska: Great Grizmos                                 | MCM Craig Young |
| 7         | 7         | "De små hjälpredorna" engelska: Little Helpers                            | Carolyn Hay     |
| 8         | 8         | "Önskehjärtegrottan" engelska: Wishing Heart Hollow                       | Dave Dias       |
| 9         | 9         | "Kattinati" engelska: The Kittynati                                       | Diana Moore     |
| 10        | 10        | "Bärmysteriet" engelska: A Berry Big Mystery                              | Diana Moore     |